# Pulau Beringin (Kikim Selatan)
Pulau Beringin is een bestuurslaag in het regentschap Lahat van de provincie Zuid-Sumatra, Indonesië. Pulau Beringin telt 1130 inwoners (volkstelling 2010).